# Siksjön (sjö)
Siksjön är en sjö i Härjedalens kommun i Härjedalen och ingår i Ljusnans huvudavrinningsområde. Sjön har en area på 3,49 kvadratkilometer och ligger 355 meter över havet. Sjön avvattnas av vattendraget Voxnan och är denna skogsälvs källsjö.
Siksjön är milslång men oftast mindre än en kilometer bred.

## Delavrinningsområde
Siksjön ingår i delavrinningsområde (687071-143624) som SMHI kallar för Utloppet av Siksjön. Medelhöjden är 385 meter över havet och ytan är 29,12 kvadratkilometer. Räknas de 2 avrinningsområdena uppströms in blir den ackumulerade arean 34,69 kvadratkilometer. Voxnan som avvattnar avrinningsområdet har biflödesordning 3, vilket innebär att vattnet flödar genom totalt 3 vattendrag innan det når havet efter 213 kilometer. Avrinningsområdet består mestadels av skog (62 procent) och sankmarker (16 procent). Avrinningsområdet har 3,71 kvadratkilometer vattenytor vilket ger det en sjöprocent på 12,7 procent.